# Battaglia di Günterstal
La battaglia di Günterstal fu uno scontro che ebbe luogo il 23 aprile 1848 durante la rivoluzione del Baden presso la cittadina di Günterstal, nel Baden meridionale, in quella che è attualmente la Germania sudoccidentale.

## Antefatto
Durante la Rivoluzione del Baden, dopo la sconfitta di Friedrich Hecker a Kandern, il governo del Baden mosse le proprie truppe e quelle dell'Assia verso Friburgo per ripulire la città dai ribelli. Il 22 aprile 1848 circa  1 500 Freischärler (irregolari) si barricarono a Friburgo, attendendo ansiosamente l'arrivo di 5 000 uomini di cui avevano sentito parlare, sotto la guida di Franz Sigel, provenienti da Horben. I rivoluzionari si trovavano praticamente circondati dalle forze regolari e per monitorare le truppe degli alleati inviarono una delegazione capeggiata da Hermann Mors in direzione di Horben. La delegazione individuò un'avanguardia al comando di Gustav Struve con circa 300 uomini in arrivo, molti meno rispetto a quelli preventivati.

## La battaglia

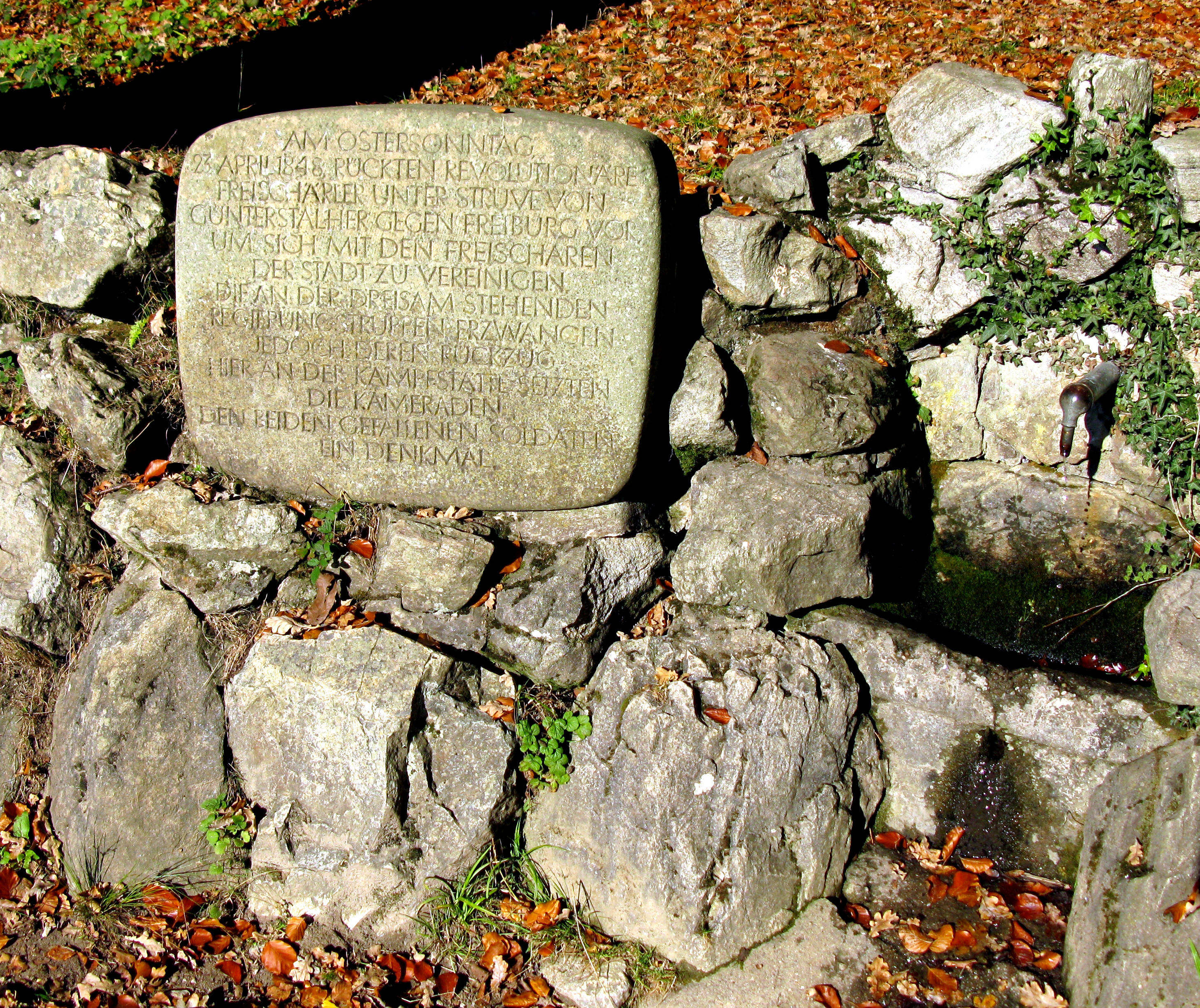
Il memoriale sul sito della battaglia

Struve continuò la sua marcia contro il nemico, senza prendere le misure necessarie, scendendo verso il villaggio di Günthersthal. Quando gli uomini giunsero all'imbocco della vallata incontrarono il nemico e, dopo un breve parley, decisero di aprire il fuoco di artiglieria e fanteria. L'astio tra le due parti era notevole e nessuna delle due fazioni cercò di recedere dalle proprie intenzioni per quanto gli ufficiali governativi puntassero sull'insensatezza di una guerra civile fratricida.
Gli uomini in prima linea, armati solo di spade, furono presi dal panico dopo i primi colpi di granata e di cannone e corsero via, lasciando a terra le loro armi. Lo stesso Sigel, allarmato da quanto successo, corse da Horben in direzione di Günterstal giusto in tempo per il contrattacco all'azione delle truppe governative. La battaglia durò dalle 15:15 alle 19:00. Almeno 20 furono i miliziani uccisi nell'operazione contro solo 4 morti nell'esercito regolare.